# Euphaedra illustris
Euphaedra illustris är en fjärilsart som beskrevs av Talbot 1927. Euphaedra illustris ingår i släktet Euphaedra och familjen praktfjärilar. Inga underarter finns listade i Catalogue of Life.